# هاري تروتر
هاري تروتر (بالإنجليزية: Harry Trotter)‏ هو مدير فني أمريكي، ولد في 18 أكتوبر 1890 في كانساس في الولايات المتحدة، وتوفي في 28 ديسمبر 1954 في بيفرلي هيلز في الولايات المتحدة.